# Liberty Park (New York)
Liberty Park is een verhoogd stadspark met een oppervlakte van 4.000 m² gelegen aan Liberty Street bij het nieuwe World Trade Center in Lower Manhattan (New York), tegenover het National September 11 Memorial & Museum.
De aanleg van het park werd aangevat in 2014 en twee jaar later voltooid. Het park bevat enkele bezienswaardigheden zoals The Sphere, America's Response Monument en St. Nicholas Greek Orthodox Church van architect Santiago Calatrava. 
De Port Authority of New York and New Jersey heeft $ 50 miljoen geïnvesteerd voor de aanleg. Wandelpaden van of naar de monumenten nabij het One World Trade Center smelten samen bij het Liberty Park. 

## Omschrijving
Liberty Park werd officieel geopend op 29 juni 2016 en heeft een capaciteit van 750 mensen. Het park is het dak van het veiligheidspunt Vehicular Security Center, dat de locatie moet beveiligen tegen onbevoegde voertuigen. Een muur van 102 meter lang en 6,1 meter hoog dient als noordelijke gevel van het park, die grenst aan Liberty Street. Het park bevat 826 panelen, waarop struik- en plantensoorten als maagdenpalm, wolfsmelk, kardinaalsmuts, zegge en klimop werden aangeplant. Het park is voorzien van een loopbrug en een voetgangersbrug. Drie trappen vormen een uitgang, net als de voetgangersbrug en een helling naar Greenwich Street. Een brede trap bevindt zich aan de oostkant van het park tussen Greenwich Street in het oosten en de achterzijde van St. Nicholas Greek Orthodox Church in het westen. 
Het park omvat houten bankjes en een platform aan de westkant van het park dat sterk gelijkt op een amfitheater en uitzicht biedt op West Street. Ten slotte is er ook uitzicht op Liberty Street vanaf een balkon aan de voet van de kerk. Een jonge paardenkastanje staat naast de voet van het verhoogde park, met name in de zuidoostelijke hoek van het park. Five World Trade Center zou oorspronkelijk worden gebouwd naast de zuidelijke kant van het Vehicular Security Center en Liberty Park op de locatie van het voormalige Deutsche Bank Building, maar deze plannen werden gewijzigd. Het park strekt zich uiteindelijk toch uit over de locatie van dat gebouw. 
Port Authority of New York and New Jersey is vooralsnog niet van plan om door te gaan met de bouw van een wolkenkrabber voor gemengd gebruik op de World Trade Center site totdat de rest van het complex voltooid is, wat niet eerder zal plaatsvinden dan 2023. Het park kijkt uit op het National September 11 Memorial & Museum en heeft een verbinding met de Liberty Street Bridge, een restant van het voormalige World Trade Center, die het originele complex verbond met Brookfield Place. De oorspronkelijke St. Nicholas Greek Orthodox Church, verwoest tijdens de aanslagen van 11 september 2001, werd heropgebouwd als onderdeel van het park. 
De nieuwe kerk is een ontwerp van Santiago Calatrava, die ook het metrostation World Trade Center Transportation Hub heeft ontworpen. 
Het park, gelegen op 7,6 meter boven Liberty Street, heeft een totale oppervlakte van 4.000 m². 
Het wordt beheerd door het New York City Department of Parks and Recreation.

## Monumenten

#### The Sphere
The Sphere, een bronzen sculptuur van de Duitse kunstenaar Fritz Koenig, stond 28 jaar lang op Austin J. Tobin Plaza tussen de Twin Towers van het World Trade Center. Tijdens het ruimen van puin na de instorting van de Twin Towers werd het iconische kunstwerk als bij wonder intact, maar zwaar beschadigd, aangetroffen en vervolgens geborgen.
Vervolgens werd The Sphere een monument en stond in The Battery, een stadspark in de buurt van de wijk Battery Park City, voor een periode van tien jaar. Aangezien het park nog niet klaar was, kon men de sculptuur niet verplaatsen. Port Authority of New York and New Jersey was in de zomer van 2016 reeds akkoord gegaan met de terugkeer van de sculptuur naar het World Trade Center, meer bepaald naar Liberty Park. In september 2017 verplaatste men de sculptuur naar het park.

#### America's Response Monument
America's Response Monument, een bronzen standbeeld ter herdenking van de gesneuvelde United States Army Special Forces tijdens de Tweede Afghaanse Oorlog, werd onthuld in een parade ter ere van Veterans Day op 11 november 2011. Het beeld werd ingewijd tijdens een ceremonie onder toeziend oog van toenmalig vicepresident Joe Biden en luitenant-generaal John Mulholland. Soldaten die het commando voor speciale operaties van het Amerikaans leger vertegenwoordigen, woonden de inwijdingsceremonie bij. Een inscriptie aan de basis van het beeld draagt de naam America's Response Monument alsmede de Latijnse inscriptie De oppresso liber (bevrijd de onderdrukten), het motto van de Groene Baretten.
Een stuk staal van het originele World Trade Center is ingebed in de basis. America's Response Monument is het eerste openbare monument ter ere van speciale troepen van de Verenigde Staten. De kosten van het standbeeld, ter waarde van $ 750.000, werden geschonken door honderden burgers waaronder enkele overlevenden van de aanslagen. Het standbeeld bevond zich tijdelijk in de lobby van West Street in het One World Financial Center tegenover Ground Zero. Op 13 september 2016 werd het standbeeld verplaatst naar Liberty Park.

#### St. Nicholas Greek Orthodox Church
Port Authority of New York and New Jersey bereikte op 23 juli 2008 een akkoord met de patriarch van de St. Nicholas Greek Orthodox Church om een perceel van 110 m² voor $ 20 miljoen aan te werven, waarvan $ 10 miljoen afkomstig is van de Port Authority. De resterende $ 10 miljoen werd gefinancierd door JPMorgan Chase. Bovendien was de Port Authority bereid om tot $ 40 miljoen te betalen om daaronder een platform te bouwen. In maart 2009 verklaarde de Port Authority niet langer met de kerkgemeenschap te onderhandelen en de bouw van de nieuwe kerk werd op de lange baan geschoven. 
Het havenbedrijf beweerde dat men financieel te veeleisend was geworden en dat ze het hele World Trade Center-project wilden uitstellen. De aartsbisschoppen verklaarden dat ze de kerk terug wilden hebben en een derde van het gebouw zou een gedenkteken worden voor de aanslagen van 11 september 2001 alsook een plek waar mensen van alle religies konden bidden.
Santiago Calatrava kreeg de opdracht om de nieuwe kerk te ontwerpen. Calatrava liet zich inspireren door Byzantijnse kerken zoals de Hagia Sophia in Istanboel. De nieuwe kerk bestaat uit staal en beton, maar de buitenzijde werd met steen bekleed. Het interieurontwerp van de kerk wordt nog steeds bepaald. De bouw van de nieuwe kerk begon in het najaar van 2014 en werd december 2022 afgerond.

## Galerij

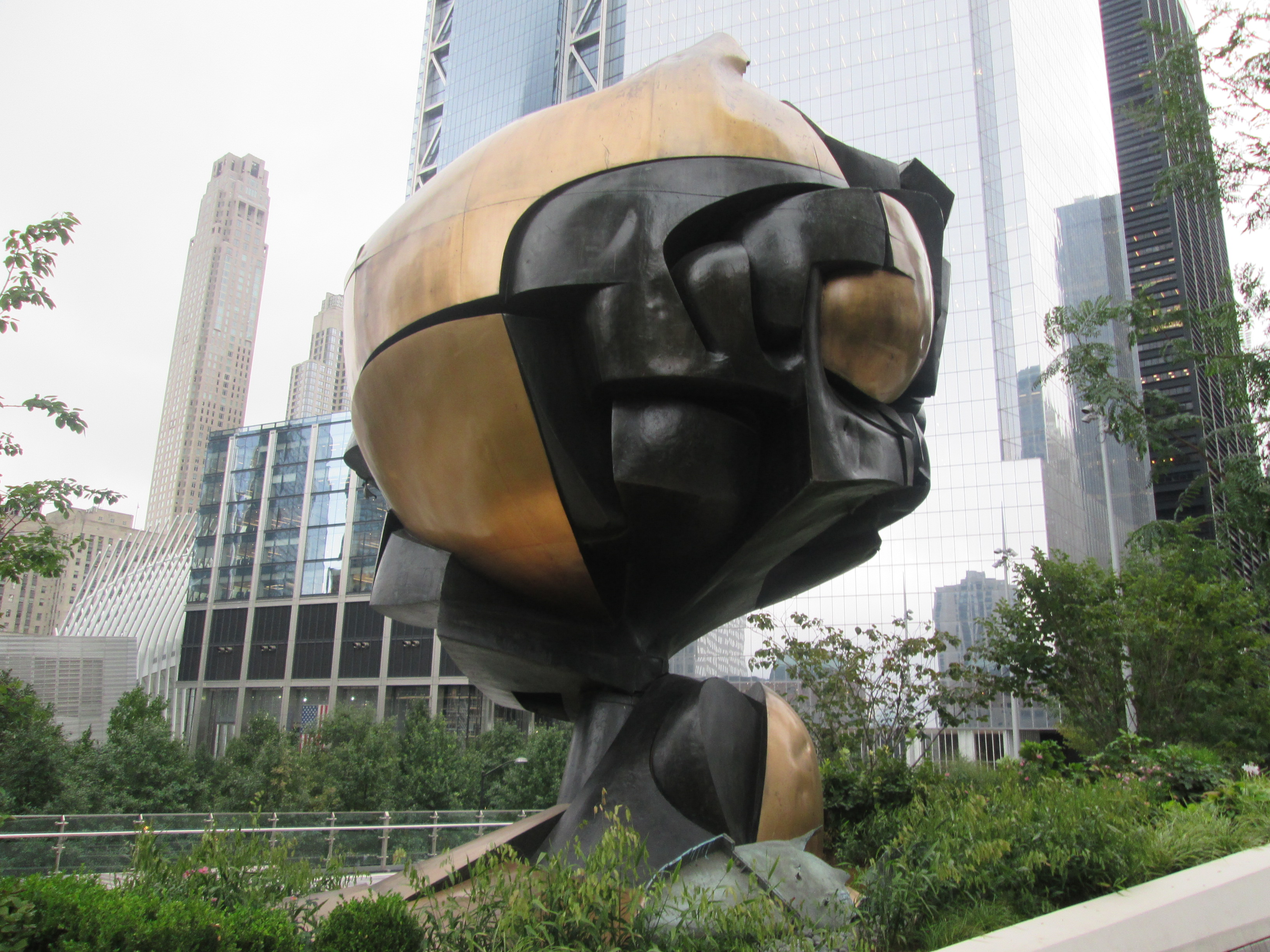
The Sphere
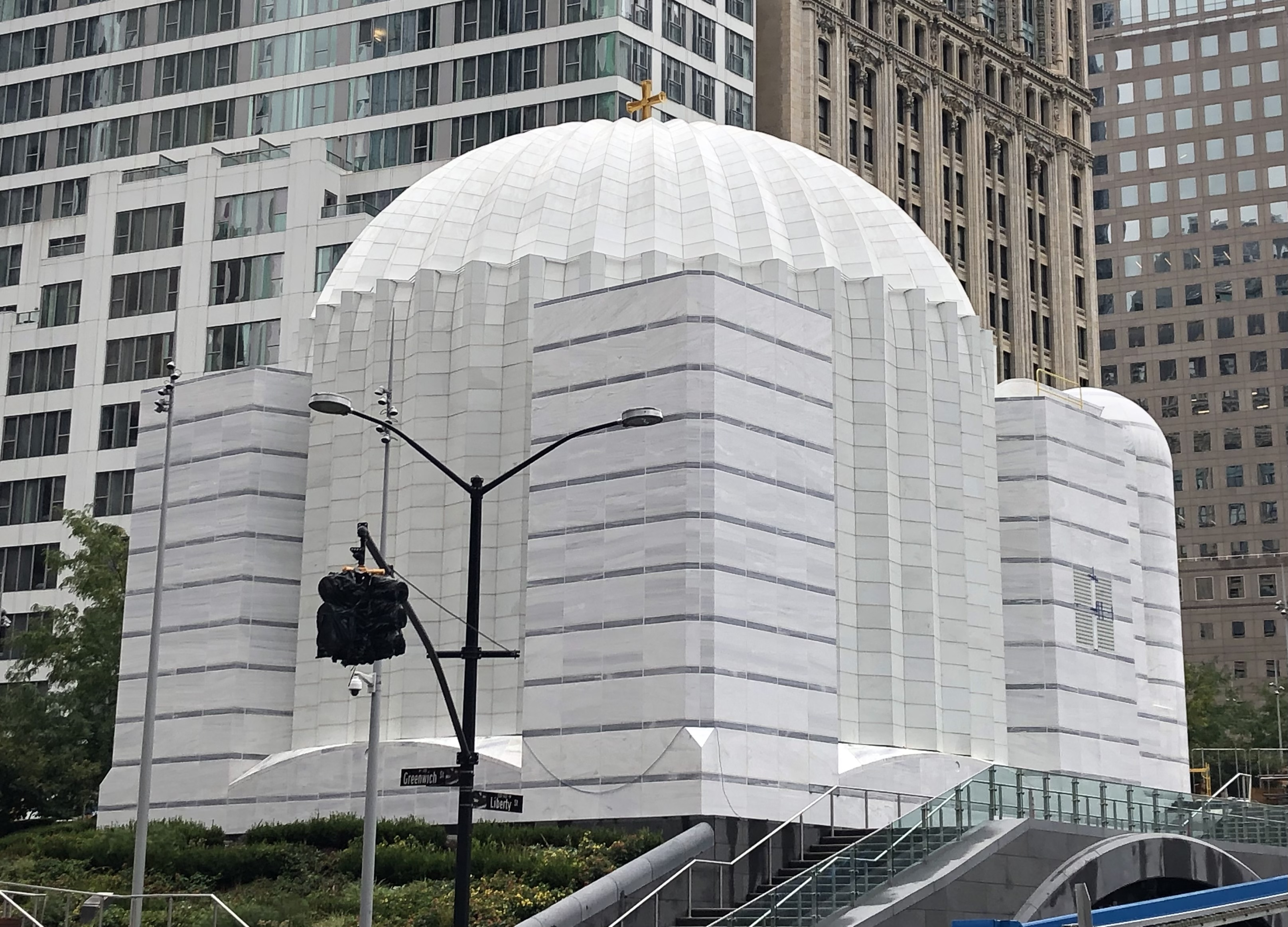
St. Nicholas Greek Orthodox Church
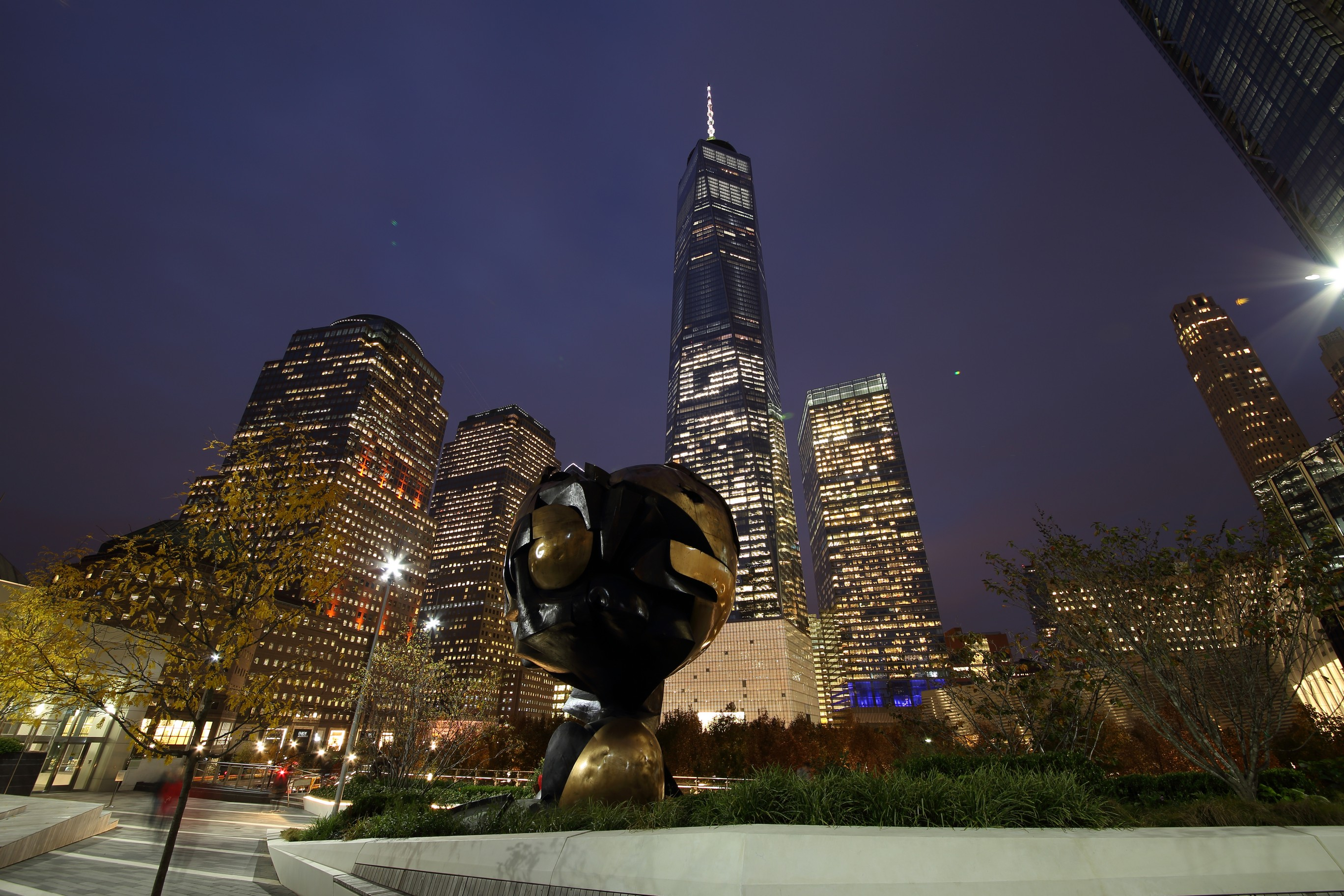
The Sphere en One World Trade Center bij nacht